# Christer George
Christer George (ur. 11 sierpnia 1979 w Oslo) – norweski piłkarz pochodzenia trynidadzko-tobagijskiego występujący na pozycji pomocnika.

## Kariera klubowa
George jest synem Norweżki i Trynidadczyka. Karierę rozpoczynał w 1997 roku w zespole Skeid Fotball z 1. divisjon. W 1998 roku odszedł do Strømsgodset IF z Tippeligaen. W 1999 roku spadł z nim do 1. divisjon. W trakcie sezonu 2000 przeszedł do pierwszoligowego Rosenborga. W latach 2000–2002 trzy razy z rzędu zdobył z nim mistrzostwo Norwegii
W połowie 2003 roku George został graczem hiszpańskiej drużyny Córdoba CF, grającej w Segunda División. Jej barwy reprezentował przez rok. W tym czasie rozegrał tam 29 spotkań i zdobył jedną bramkę. W połowie 2004 roku wrócił do Rosenborga. W tym samym roku wywalczył z nim kolejne mistrzostwo Norwegii.
Na początku 2005 roku George odszedł do duńskiego Aarhus GF z Superligaen. Spędził tam półtora roku. W 2006 roku ponownie został zawodnikiem zespołu Strømsgodset IF, występującego w 1. divisjon. W tym samym roku awansował z nim do Tippeligaen. W 2009 roku odszedł do duńskiej drużyny FC Fredericia z 1. division. W 2010 roku zakończył karierę.

## Kariera reprezentacyjna
W reprezentacji Norwegii George rozegrał dwa spotkania. Zadebiutował w niej 26 stycznia 2003 roku w zremisowanym 1:1 towarzyskim meczu ze Zjednoczonymi Emiratami Arabskimi. Po raz drugi w drużynie narodowej wystąpił 28 stycznia 2003 roku w wygranym 2:1 towarzyskim spotkaniu z Omanem.